# Парламентарни избори на Косову 2014.
Избори за посланике Скупштине Косова су одржани 8. јуна 2014.
На овим изборима је учествовала Грађанска иницијатива Српска листа подржана за учешће на овим изборима од стране Владе Републике Србије Александра Вучића.
Ово су други парламентарни избори од једностраног проглашења независности Косова.